# 織田信義
織田 信義（おだ のぶよし）は、江戸時代中期の旗本。通称は十次郎、刑部、弥十郎。官位は従五位下・肥後守。丹波国柏原藩主・織田信包の四男信当を始祖とする旗本織田家3000石の4代当主。

## 生涯
旗本織田長喬の次男として誕生した。旗本織田信政の養子となる。享保13年（1728年）10月9日、養父・信政の隠居により家督を相続する。
享保20年（1735年）4月9日、小姓組に加えられる。その後、小姓組組頭や小普請組支配を経て、宝暦3年（1753年）4月7日、作事奉行となる。同年12月18日、従五位下・肥後守に叙任される。安永2年（1773年）12月3日、隠居し、養嗣子とした孫の信彭に家督を譲る。以後、竹翁と称する。
天明6年（1786年）11月27日死去、享年79。

## 系譜
9男5女あり。
- 父：織田長喬
- 母：遠藤信澄娘
- 養父：織田信政
- 正室：織田信政の長女
- 継室：お道 - 織田信清の長女、離婚
- 生母不明の子女
  - 長男：成瀬正常 - 成瀬政方の養子
  - 次男：織田信直 - 高家旗本・織田信倉の養子
  - 四男：織田信昆
  - 八男：大河内政良 - 大河内政義（常陸国真壁郡内で500石を領した旗本）の養子
- 養子
  - 男子：織田信寛 - 織田信政の長男
  - 男子：織田信彭 - 織田信昆の次男